# Most Kinieszemski
Most Kinieszemski – czteropasmowy samochodowy most nad Wołgą. Ogólna długość mostu to 1,64 kilometra. Otworzony został 15 listopada 2003 roku przez przewodniczącego Dumy Państwowej, Borysa Gryzłowa.

## Historia
Pierwotnie przewidywano kolejowo-samochodowy dwustopniowy most. W górnej warstwie miała być ulokowana dwupasmowa jezdnia samochodowa, a w dolnej torowisko. W 1984 roku rozpoczęto realizację pierwszego etapu inwestycji. Jednak w 1996 roku finansowanie ustało i prace zostały przerwane. W końcu lat 90. XX wieku budowa została wznowiona, ale tylko w samochodowym wariancie z powiększoną do czterech pasów jezdnią. Wszystkie kolejowe konstrukcje zostały rozebrane. 15 listopada 2003 roku otworzono ruch samochodowy.
|  |  |  |
|  |  |  |